# Lycaena brunnea
Lycaena brunnea är en fjärilsart som beskrevs av Stetter-stättermayer 1937. Lycaena brunnea ingår i släktet Lycaena och familjen juvelvingar. Inga underarter finns listade i Catalogue of Life.